# 山形市立鈴川小学校
山形市立鈴川小学校（やまがたしりつ すずかわしょうがっこう、Yamagata Civic Suzukawa Elementary）は、山形県山形市にある公立小学校。略称は「鈴川小」（すずかわしょう）、「鈴小」（すずしょう）。

## 概要
山形市北東の住宅街の中に建っている。校章は「智」・「徳」・「体」の三育を「鈴」と「川」で形象し、図案化したもの。卒業後はほとんどの児童が山形市立第四中学校へ進学する。山形市立東小学校と分離するまでは、児童数1800人を超える県下一の大規模校だった。クラス数が多い。

## 学区
青野・高原・大野目・鈴川・山家・印役・和合・双月など。

## 沿革
- 1874年（明治7年） - 上山家学校と称し創立。
- 1889年（明治22年） - 上山家尋常小学校と改称。
- 1892年（明治25年） - 鈴川尋常高等小学校と改称。
- 1905年（明治38年） - 高原尋常小学校を合併。
- 1934年（昭和9年） - 鈴川村国民学校と改称。
- 1941年（昭和16年） - 鈴川村は山形市と合併し、山形市鈴川国民学校となる。
- 1943年（昭和18年） - 山形市立鈴川小学校となる。
- 1981年（昭和56年） - 山形市立東小学校を分離。

## 所在地
山形県山形市鈴川町三丁目7番10号